# 成澤優子
成澤 優子（なりさわ ゆうこ、1988年10月18日 - ）は、日本の女優。所属事務所はアンカット。
東京都出身。早稲田大学教育学部卒業。大学在学中に小劇場演劇に出会い、運営に参加するようになる。その後役者として活動を開始。2010年4月に初舞台を踏む。スリーサイズはB:85 W:62 H:88.5。

## 出演

### 映画
- ペタルダンス（2013年4月20日公開／監督：石川寛） - 電車の乗客 役
- 青春Hシリーズ  スターティング・オーヴァー（2013年6月22日公開／監督：五藤利弘） - 主演・洋子 役
- ほとりの朔子（2014年1月18日公開／監督：深田晃司） - 援交高校生 役
- 笑う招き猫（2017年4月29日公開／監督：飯塚健） - 大学生 役

### 短編映画
- party（2011年／監督：片岡翔）
- ゆく人、くる人（2012年／監督：天野千尋）
- 煙の薫（2012年／監督：岡元雄作） - 主演・莉緒 役
- 沈まない三つの家（2013年／監督：中野量太） - 鶴見早苗 役

### 舞台
- elePHANTMoon「ORGAN」 （2010年／演出：マキタカズオミ）
- 業に向かって唾を吐く（2011年／演出：マキタカズオミ）
- 野方ん家プロデュース「財産没収」（2015年／演出：むらさきしゅう） - 主演
- 空中スケッチ「空にはきらきら金の星ー落雀の侯ー」（2015年／演出：上野火山）
- 女々「ドブ恋７」（2016年／演出：金沢智樹）
- 「ざものくるず『monocles』」（2019年／演出：佐々木大介） - 主演

他

### テレビドラマ
- 私の愛した家康さま（2017年1月28日、名古屋テレビ） - 裁判書記 役
- dele（2018年、テレビ朝日） - レポーター 役
- I"s 最終話（2019年4月26日、BSスカパー!） - 警備員 役
- 35歳の少女 第7話（2020年11月21日、日本テレビ） - 婚活パーティースタッフ 役
- 准教授・高槻彰良の推察 Season2 第4話（2021年10月31日、WOWOW） - 食堂職員 役
- めぐる。 第1話（2021年、FOD） - 母親 役
- ミステリと言う勿れ 第4話（2022年1月31日、フジテレビ） - 整の母 役
- 脚本芸人 第1夜（2022年6月22日、フジテレビ）
- 世にも奇妙な物語’23 夏の特別編「視線」（2023年6月17日、フジテレビ） - 母親 役
- 刑事7人 SEASON9 第8話（2023年8月2日、テレビ朝日） - FM東新宿の女性職員 役
- 家政夫のミタゾノ 第6シリーズ 第8話（2023年11月28日、テレビ朝日） - 二頭龍幼稚園の保護者 役
- アンチヒーロー 第2話（2024年4月21日、TBS）
- ソロ活女子のススメ4 第7話（2024年5月16日、テレビ東京） - 屋形船乗船客 役[1]

### CM
- 大日本除虫菊株式会社（KINCHO）「プレシャワー」二人のベンチ篇（2011年／演出：石川寛）
- 伊藤忠都市開発「CREVIA」ハナレ
- クレハ NEWクレラップ『僕は手伝わない篇』」- 母親 役（2020年）
- ショップチャンネル
- 三井不動産レジデンシャル
- ガスト
- 丸善食品工業
- 日東紅茶 『子育て中のお母さん』篇・『趣味を楽しむお母さん』篇 - 母親役
- セブンイレブン
- グリコ
- 東急不動産 「東急不動産で働くとは」
- 積水ハウス
- 日本香堂 『訃報を知ったら』
- 日本HP
- ホンダ FREED 「家族でBBQ with FREED」 （2020年）
- ココネット株式会社「ハーティストストーリー」第二話・春菜の場合（2020年、Webドラマ）

### MV
- sentimentalboys「青春が過ぎてゆく」鶴岡慧子監督

### DVD
- あなたの知らない怖い話4（2012年／監督：頃安祐良）